# Espero (contratorpedeiro de 1927)
O Espero foi um contratorpedeiro operado pela Marinha Real Italiana e a sétima embarcação da Classe Turbine. Sua construção começou em abril de 1925 nos estaleiros da Gio. Ansaldo & C. em Gênova e foi lançado o mar em agosto de 1927, sendo comissionado na frota italiana em abril do ano seguinte. Era armado com uma bateria principal de quatro canhões de 120 milímetros e seis tubos de torpedo de 533 milímetros, tinha um deslocamento carregado de 1,7 mil toneladas e conseguia alcançar uma velocidade máxima de 33 nós (61 quilômetros por hora).
O Espero foi designado para a 1ª Flotilha assim que entrou em serviço. Ele foi enviado para a China em 1932 com o objetivo de proteger interesses italianos durante a Guerra Civil Chinesa. Com a entrada da Itália na Segunda Guerra Mundial em junho de 1940, o navio foi para a 2ª Esquadra. No final do mesmo mês, a formação foi enviada para transportar tropas até Tobruque. Entretanto, foram interceptados por uma frota de cruzadores rápidos britânicos no fim da tarde do dia 28 e o Espero foi afundado depois de ser alvejado pelas embarcações inimigas.